# Peru Future Series 2020
Die Peru Future Series 2020 im Badminton fand vom 12. bis zum 15. März 2020 in Lima statt. Es war die dritte Austragung der Veranstaltung.

## Sieger und Platzierte
| Disziplin    | Gold                                   | Silber                                      | Bronze                                            |
| ------------ | -------------------------------------- | ------------------------------------------- | ------------------------------------------------- |
| Herreneinzel | Yushi Tanaka                           | Takuma Obayashi                             | Timothy Lam                                       |
| Herreneinzel | Yushi Tanaka                           | Takuma Obayashi                             | Christopher Martínez                              |
| Dameneinzel  | Momoka Kimura                          | Daniela Macías                              | Alejandra José Paiz Quân                          |
| Dameneinzel  | Momoka Kimura                          | Daniela Macías                              | Fernanda Saponara Rivva                           |
| Herrendoppel | Rubén Castellanos Christopher Martínez | Mateo Delmastro Santiago Otero              | José Guevara Diego Mini                           |
| Herrendoppel | Rubén Castellanos Christopher Martínez | Mateo Delmastro Santiago Otero              | Santiago de la Oliva Diego Subauste               |
| Damendoppel  | Daniela Macías Dánica Nishimura        | Inés Castillo Paula La Torre                | Alejandra José Paiz Quân Mariana Isabel Paiz Quan |
| Damendoppel  | Daniela Macías Dánica Nishimura        | Inés Castillo Paula La Torre                | Ines Alejandra Mendoza Ingrid Salas               |
| Mixed        | Daniel La Torre Paula La Torre         | Santiago de la Oliva Ines Alejandra Mendoza | José Guevara Micaela Castillo Salazar             |
| Mixed        | Daniel La Torre Paula La Torre         | Santiago de la Oliva Ines Alejandra Mendoza | Diego Mini Dánica Nishimura                       |